# Abel Ferrara
Abel Ferrara (New York, 19 luglio 1951) è un regista, sceneggiatore e attore statunitense.
I suoi film narrano storie di religione, redenzione, peccato, tradimento e violenza e sono ambientati in metropoli notturne e infernali. Ha collaborato fino al 1996 con l'amico sceneggiatore Nicholas St. John, è accreditato come attore con lo pseudonimo di Jimmy Laine.

## Biografia

### La formazione
Nato nel Bronx (New York). Il padre, figlio di immigrati italiani originari di Sarno (provincia di Salerno), è un allibratore, che nonostante qualche guaio fece fortuna e che Ferrara ricorderà con amore; la madre è una casalinga figlia di immigrati irlandesi. L'educazione del giovane Ferrara è affidata al nonno paterno; malgrado la differenza di lingua (il nonno non imparò mai l'inglese), con lui scoprirà i suoi primi film. A quindici anni Ferrara conosce Nicholas St. John, quello che sarà lo sceneggiatore dei suoi film più famosi, con il quale avrà un'amicizia molto lunga. Insieme formano un gruppo musicale, con Ferrara come cantante.
La grande passione per il cinema portò Ferrara, ancora ventenne, a girare in Super8 alcuni cortometraggi amatoriali contro la guerra del Vietnam tra cui Nicky's Film. Nel 1975 girò un corto intitolato The Old-Up, un thriller politico ambientato tra la classe operaia, e un altro intitolato Could This Be Love, storia di due donne borghesi che pagano una prostituta e la portano ad una cena importante, dove la spacciano per la sorella di una delle due. Nel 1977 Ferrara girò il suo primo film. Si tratta di un porno, intitolato 9 Lives of a Wet Pussy. Il film è firmato con lo pseudonimo Jimmy Boy L. Ferrara è presente anche come attore (ma non è stato mai chiarito se partecipa alle scene porno), con lo pseudonimo Jimmy Laine, che userà nei suoi primi film.

### I primi film
Nel 1979 Ferrara girò quello che si può considerare il suo primo vero film: The Driller Killer, storia di un pittore che impazzisce e inizia ad uccidere con un trapano alcuni barboni, riscosse un buon successo fra gli amanti del genere splatter, conoscendo anche una discreta distribuzione. Il budget era molto ristretto, e gli attori erano tutti non professionisti, amici del regista.
Con il successivo film, L'angelo della vendetta del 1981, Ferrara ammorbidì in parte la violenza esplicita delle prime opere per una regia più sobria, ma allo stesso tempo più tagliente. Il film costò 100.000 dollari. L'immagine della ragazza sordomuta vestita da suora, che impugna una pistola alla festa in maschera finale è diventata un'icona. Nel 1984 Ferrara diresse il thriller Paura su Manhattan, interpretato da Melanie Griffith. Il budget fu enorme rispetto ai primi due film: 5 milioni di dollari.

### La televisione
Tra il 1984 e il 1986 Ferrara lavorò per la televisione statunitense. Decisivo fu l'incontro con Michael Mann, produttore della serie Miami Vice. Ferrara diresse due episodi: Gli invasori della casa (1x20) e Una donna senza onore (2x5). Nel 1986 Ferrara diresse Il gladiatore, realizzato in cambio di un anticipo per la sceneggiatura di King of New York. Lo stesso anno Ferrara lavorò ancora per Michael Mann, dirigendo l'episodio pilota della serie Crime Story (1x1-2) .

### Il ritorno al cinema
Dopo la parentesi televisiva Ferrara tornò sul grande schermo nel 1987, con il film China Girl, una sorta di Romeo e Giulietta ambientato nel quartiere newyorkese di Little Italy, che ebbe uno scarso successo di pubblico. Nel 1988 Ferrara accettò un film su commissione, intitolato Oltre ogni rischio, tratto da un romanzo dello scrittore Elmore Leonard. Il film si rivelò un pasticcio, e il regista si disinteressò del montaggio finale.

### La scoperta di un autore
Nel 1989 Ferrara tornò a lavorare con Nicholas St. John. Il film è un gangster movie intitolato King of New York, interpretato da Christopher Walken, che iniziò un duraturo sodalizio con il regista. Il film fu girato con un budget di 5 milioni di dollari e ottenne un grande successo di pubblico e di critica, aprendo al regista le porte della notorietà in Europa. Per molti critici questo è il film della scoperta di Ferrara.

### La "Trilogia del Peccato"
Fra il 1992 ed il 1995 Ferrara diresse tre film che rappresentano la massima espressione della sua filosofia del peccato e della redenzione. Il cattivo tenente, girato nel 1992, narra di un poliziotto, interpretato da Harvey Keitel, peccatore incallito che ad un certo punto sente di doversi fermare, e comincia a cercare una dolorosa redenzione mettendosi sulle tracce di due ragazzi che hanno stuprato una suora. Occhi di serpente, girato nel 1993, interpretato tra gli altri da Madonna narra di un regista, anche lui peccatore, che trova dolorosamente il modo di redimersi e cercherà di attuarlo. The Addiction, girato nel 1995, horror molto sui generis, narra di una resa incondizionata al peccato, una volta capito che non ci sarà redenzione. La protagonista, una studentessa di filosofia, morsa da un vampiro diviene consapevole che la vita è anzitutto aggressione e volontà di annullamento di ogni altro essere. La distruzione dell'io che si concretizza simbolicamente alla fine del film porta al contempo una nuova e misteriosa rinascita. Il simbolismo cristiano si intreccia alla filosofia nietzschana in un contesto apocalittico.
Nel 1993 il regista diresse Ultracorpi - L'invasione continua, remake del classico L'invasione degli ultracorpi di Don Siegel. Nonostante sia stato prodotto dalla Warner Bros. il film venne distribuito a malapena nelle sale e nel Regno Unito uscì solo per il mercato dell'home video. Nel 1996 Ferrara diresse il noir Fratelli, con un budget di cinque milioni di dollari e attori del calibro di Christopher Walken, Chris Penn e Benicio del Toro. Il film fruttò a Chris Penn il premio come miglior attore non protagonista al Festival di Venezia. Quella di Fratelli fu l'ultima sceneggiatura scritta da St. John per il regista.

### Il dopo St. John

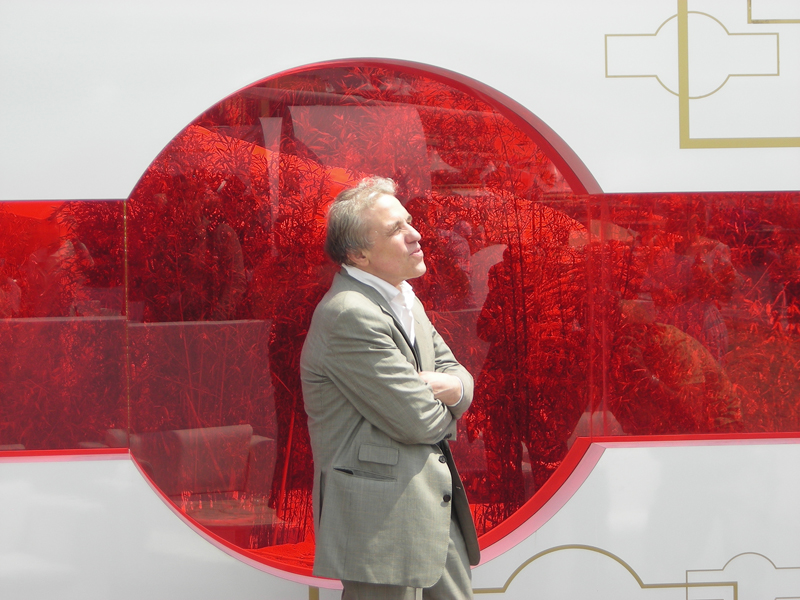
Abel Ferrara nel 2008

Dopo aver girato il videoclip California (primo videoclip musicale di Ferrara) per la cantante francese Mylène Farmer, il regista inaugurò il suo nuovo corso dirigendo nel 1997 Blackout, interpretato da Matthew Modine e, in un piccolo ruolo, dalla modella Claudia Schiffer. Dopo aver diretto un episodio del film collettivo Subway Stories - Cronache metropolitane, intitolato Love on A Train, Ferrara diresse nel 1998 New Rose Hotel, interpretato ancora una volta da Christopher Walken, insieme a Willem Dafoe e Asia Argento. Il film non ebbe molto successo presso la critica, che rimproverò al regista il fatto di non lavorare più con St. John.
Dopo tre anni di silenzio, nel 2001 arrivò sugli schermi Il nostro Natale, thriller secco che riportò il regista ai temi dei suoi esordi. Dopo altri quattro anni di silenzio, durante i quali il regista cercò di girare film negli Stati Uniti ma non ci riuscì perché non trovò i finanziamenti, Ferrara girò in Italia Mary, interpretato da Juliette Binoche, Matthew Modine e da Forest Whitaker. Il film ottenne un ottimo successo presso la critica, e vinse un premio speciale al Festival di Venezia.
Nel 2007 Ferrara diresse Go Go Tales, film su un locale di lap dance, girato a Cinecittà, con protagonisti William Dafoe, Matthew Modine e nuovamente Asia Argento; nella pellicola compare anche Riccardo Scamarcio. Nel 2008 Abel Ferrara diresse Chelsea on the Rocks, documentario che narra la storia del Chelsea Hotel, uno dei più noti hotel di New York, frequentato da personalità quali Stanley Kubrick, Bob Dylan, Charles Bukowski e Andy Warhol. Il film è interpretato tra gli altri da Dennis Hopper.
Nel 2011 dirige il film 4:44 - Ultimo giorno sulla terra, con Willem Dafoe e Natasha Lyonne. Le prime immagini del film sono state mostrate in anteprima mondiale al Locarno Festival, dove ha ricevuto il Pardo d'onore. Nel settembre 2011 il film viene presentato in concorso al Festival di Venezia. Nello stesso anno dirige il video musicale della canzone Cattivi guagliuni, primo singolo estratto dall'omonimo album dei 99 Posse.
Dopo aver girato Welcome to New York, un film sul caso DSK, gira Pasolini, sulla storia di Pier Paolo Pasolini e le sue ultime ore di vita. Il 17 luglio 2016 al Collisioni Festival annuncia che girerà nella pianura padana un film con Nicolas Cage e Willem Dafoe che si chiamerà "Siberia". Nel 2017 gira il film-documentario Piazza Vittorio, su immigrazione e potenziale creativo della diversità, presentato fuori concorso alla 74ª Mostra del cinema di Venezia, e che annovera tra le apparizioni quelle di Willem Dafoe e Matteo Garrone.
Nel 2020 gira Siberia presentato al Festival di Berlino. Il film è la rappresentazione del viaggio interiore tormentato del protagonista Clint interpretato da Willem Dafoe. Lo stesso anno, alla riapertura del Museo Nazionale Romano dopo la pandemia di COVID-19, ha letto i testi drammatici di Gabriele Tinti ispirati al Galata suicida in un momento in cui in tutto il mondo le sculture venivano abbattute. Dopo la lettura a Rolling Stone ha dichiarato riguardo alla distruzione delle statue di generali sudisti da parte di manifestanti legati al movimento Black Lives Matters che "queste statue che difendono la schiavitù non hanno senso e – ha aggiunto – non ha senso demolirle, perché non aveva senso costruirle". Con Tinti ha collaborato nuovamente in un reading ispirato al Cristo alla colonna di Donato Bramante alla Pinacoteca di Brera e a Napoli di fronte al Cristo velato

## Estetica e stile
Per quasi tutta la sua carriera Abel Ferrara è dovuto scendere molte volte a compromessi con i produttori, ma quando ha avuto il controllo di un film si è spinto fino in fondo senza ripensamenti. È difficile separare la sua visione registica dalla scrittura di Nicholas St. John, in quanto i due sono stati per anni uniti in perfetta simbiosi.
Come nel cinema di Martin Scorsese, che Ferrara ama molto, peccatori ed emarginati incontrano una speranza di redenzione. Ferrara rimane ancorato al proprio substrato culturale, alle storie di malavita newyorkese, per raccontare la voglia di redenzione di ogni uomo. Parla di peccatori a contatto con il peccato e della loro voglia di liberarsene.
Il suo campo d'azione privilegiato è il noir, ambientato in città cupe e violente in cui si aggirano personaggi tormentati, spesso drogati o alcolizzati, e gangster. Altra presenza costante nei suoi film è la religione.
Ferrara ha infatti una forte visione cattolica (è devoto a Padre Pio) con qualche riferimento al buddismo.

## Filmografia parziale

### Regista

#### Cinema
- 9 Lives of a Wet Pussy (1977)
- The Driller Killer (1979)
- L'angelo della vendetta (Ms. 45) (1981)
- Paura su Manhattan (Fear City) (1984)
- China Girl (1987)
- Oltre ogni rischio (Cat Chaser) (1989)
- King of New York (1990)
- Il cattivo tenente (Bad Lieutenant) (1992)
- Ultracorpi - L'invasione continua (Body Snatchers) (1993)
- Occhi di serpente (Dangerous Game) (1993)
- The Addiction - Vampiri a New York (The Addiction) (1995)
- Fratelli (The Funeral) (1996)
- Blackout (The Blackout) (1997)
- New Rose Hotel (1998)
- Il nostro Natale (R-Xmas) (2001)
- Mary (2005)
- Go Go Tales (2007)
- 4:44 - Ultimo giorno sulla terra (4:44 Last Day on Earth) (2011)
- Welcome to New York (2014)
- Pasolini (2014)
- Tommaso (2019)
- Siberia (2020)
- Zeros and Ones (2021)
- Padre Pio (2022)

#### Cortometraggi
- Nicky's Film (1971)
- The Hold-Up (1972)
- Could This Be Love (1973)
- Not Guilty: For Keith Richards (1975)
- 42 One Dream Rush (2010)
- No Saints (2012)
- Hans (2017)

#### Documentari
- Chelsea on the Rocks (2008)
- Napoli Napoli Napoli (2009)
- Mulberry St. (2010)
- Alive in France  (2017)
- Piazza Vittorio (2017)
- The Projectionist (2019)
- Sportin' Life (2020)
- Turn in the Wound (2024)

#### Televisione
- Miami Vice, episodi Gli invasori (ep 1x20 - 1984) e Una donna senza onore (ep. 2x05 -1985) - serie TV
- Il Gladiatore (The Gladiator) (1986) - film TV
- Crime Story - Le strade della violenza (Crime Story), episodio pilota della serie televisiva Crime Story (1986) - film TV
- The Loner (1988) - film TV
- Subway Stories - Cronache metropolitane (SUBWAYStories: Tales from the Underground), episodio Love on the Train (1997)

#### Videoclip musicali
- California (1996) - Videoclip per la canzone California di Mylène Farmer
- Cattivi guagliuni (2011) - Videoclip per la canzone Cattivi guagliuni dei 99 Posse

### Sceneggiatore

#### Cinema
- Il cattivo tenente (Bad Lieutenant) (1992)
- Blackout (The Blackout) (1997)
- New Rose Hotel (1998)
- Il nostro Natale (R-Xmas) (2001)
- Mary (2005)
- Go Go Tales (2007)
- 4:44 - Ultimo giorno sulla terra (4:44 Last Day on Earth) (2011)
- Welcome to New York (2014)
- Pasolini (2014)
- Tommaso (2019)
- Siberia (2020)
- Zeros and Ones (2021)
- Padre Pio (2022)

#### Cortometraggi
- The Hold-Up (1972)
- Could This Be Love (1973)
- Hans (2017)

### Attore
- Nicky's Film (1971)
- The Hold Up (1975) - Non accreditato
- Nine Lives of a Wet Pussy (1977)
- The Driller Killer (1979)
- L'angelo della vendetta (Ms. 45) (1981)
- Exes, regia di Martin Cognito (2006)
- A Talent for Trouble, regia di Marvin Johnson (2007)
- Black Butterfly, regia di Brian Goodman (2017)
- Marty Supreme, regia di Josh Safdie (2025)

### Montatore
- The Driller Killer, regia di Abel Ferrara
- Blackout , regia di Abel Ferrara

## Riconoscimenti
- Mostra internazionale d'arte cinematografica di Venezia
  - 2005 – Leone d'argento - Gran premio della giuria per Mary
  - 2020 – Premio Jaeger-LeCoultre Glory to the Filmmaker
- Locarno Film Festival
  - 2011 – Pardo d'onore
  - 2020 – Pardo d'argento per la miglior regia per Zeros and Ones
- MystFest
  - 1991 – Miglior regia per King of New York
  - 1995 – Premio della critica per The Addiction - Vampiri a New York
- Gotham Independent Film Awards
  - 1995 – Filmmaker Award
- Festival di Malaga
  - 1997 – Miglior film per The Addiction - Vampiri a New York
- Premio Flaiano per la cinematografia
  - 2004 – Premio per la carriera
- Festival del Cinema di Sitges
  - 2008 – Premio Máquina del Tiempo
- Ischia Film Festival
  - 2009 – Ciak di Corallo alla carriera
- La Milanesiana
  - 2022 – Premio Omaggio al Maestro[10]